# Leycesteria formosa
Espèce
Classification APG III (2009)
L'arbre aux faisans ou chèvrefeuille de l'Himalaya (Leycesteria formosa) est un arbuste originaire d'Asie de la famille des Caprifoliacées.
Nom chinois : 鬼吹箫

## Description[2]
Leycesteria formosa est un arbuste caduc, aux feuilles ovales et pointues opposées, pouvant atteindre deux mètres de haut pour un étalement d'un mètre environ. Il se resème facilement et se bouture tout autant durant l'été à mi-ombre.
Les inflorescences sont des cymes bipares, pendantes, à l'aisselle des feuilles. Un involucre limbaire de couleur rouge ou pourpre entoure chaque fleur.
Les fleurs sont hermaphrodites, régulières et gamopétales. Leur calice est formé de cinq sépales et leur corolle, blanche à rose, compte cinq lobes alternes aux sépales ; les cinq étamines, aux anthères biloculaires, insérés profondément dans le tube de la corolle, sont alternes aux lobes de celle-ci.
L'ovaire infère compte cinq locules, superposés aux pétales, dont l'angle interne renferme deux séries verticales d'ovules.
Les fruits sont des baies de cinq à sept millimètres de diamètre, à plusieurs graines.
Cette espèce compte 2n = 18 chromosomes.

## Distribution
L'arbre aux faisans est principalement originaire du sous-continent indien — Bhoutan, Inde, Myanmar, Népal, Pakistan — et en Chine (Guizhou, Sichuan, Xizang, Yunnan).
Les forêts et lisières forestières constituent son habitat d'origine.
L'usage ornemental de Leycesteria formosa l'a répandue à l'ensemble des pays à climat tempéré.

## Utilisation
Une rare utilisation alimentaire des fruits est signalée.
Le bois peut aussi servir à la confection d'instruments type flûtes, sifflets.
Mais la principale utilisation est ornementale. Quelques variétés horticoles sont diffusées dont les plus connues sont :
- Leycesteria formosa 'Golden Pheasant'
- Leycesteria formosa 'Golden Lanterns' au feuillage doré
- Leycesteria formosa 'Purple Rain' aux baies rouges

## Culture[5]
Sol : de préférence sol assez riche en humus, bien drainé et pas trop sec en été. Une bonne terre de jardin lui convient parfaitement.
Exposition : toutes les expositions mais une situation ensoleillée permet une floraison abondante.
Rusticité et résistance : Particulièrement robuste, il n’est sujet à aucune maladie ni aucune attaque de parasites. Rustique au moins jusqu’à -20 °C. Leycestercia crocorthyrsos ne tolère que -8 à -10 °C.
Taille : Le rabattre très sévèrement en fin d’hiver pour qu’il reste vraiment très florifère. Tailler toutes les tiges des trois-quarts ou même à 10 cm du sol.

## Historique et position taxinomique
Nathaniel Wallich décrit cette espèce avec le genre en 1824, et en fait l'espèce type. L'épithète spécifique décrit simplement la beauté de la plante telle que Wallich a pu la ressentir.
En 1891, Karl Fritsch la place dans la section Euleycesteria Fritsch.
Comme le genre, Leycesteria formosa est classée dans la sous-famille des Caprifolioideae de la famille des Caprifoliacées.
Plusieurs variétés ont été décrites :
- Leycesteria formosa var. brachysepala Airy Shaw (1932)
- Leycesteria formosa var. glandulosissima Airy Shaw (1932) : voir Leycesteria formosa var. stenosepala Rehder
- Leycesteria formosa var. liogyne Hand.-Mazz. (1936)
- Leycesteria formosa var. stenosepala Rehder (1912) - synonymes : Leycesteria formosa var. glandulosissima Airy Shaw, Leycesteria limprichtii H.J.P. Winkl.

Deux synonymes sont aussi relevés :
- Leycesteria limprichtii H.J.P.Winkl.
- Leycesteria sinensis Hemsl.

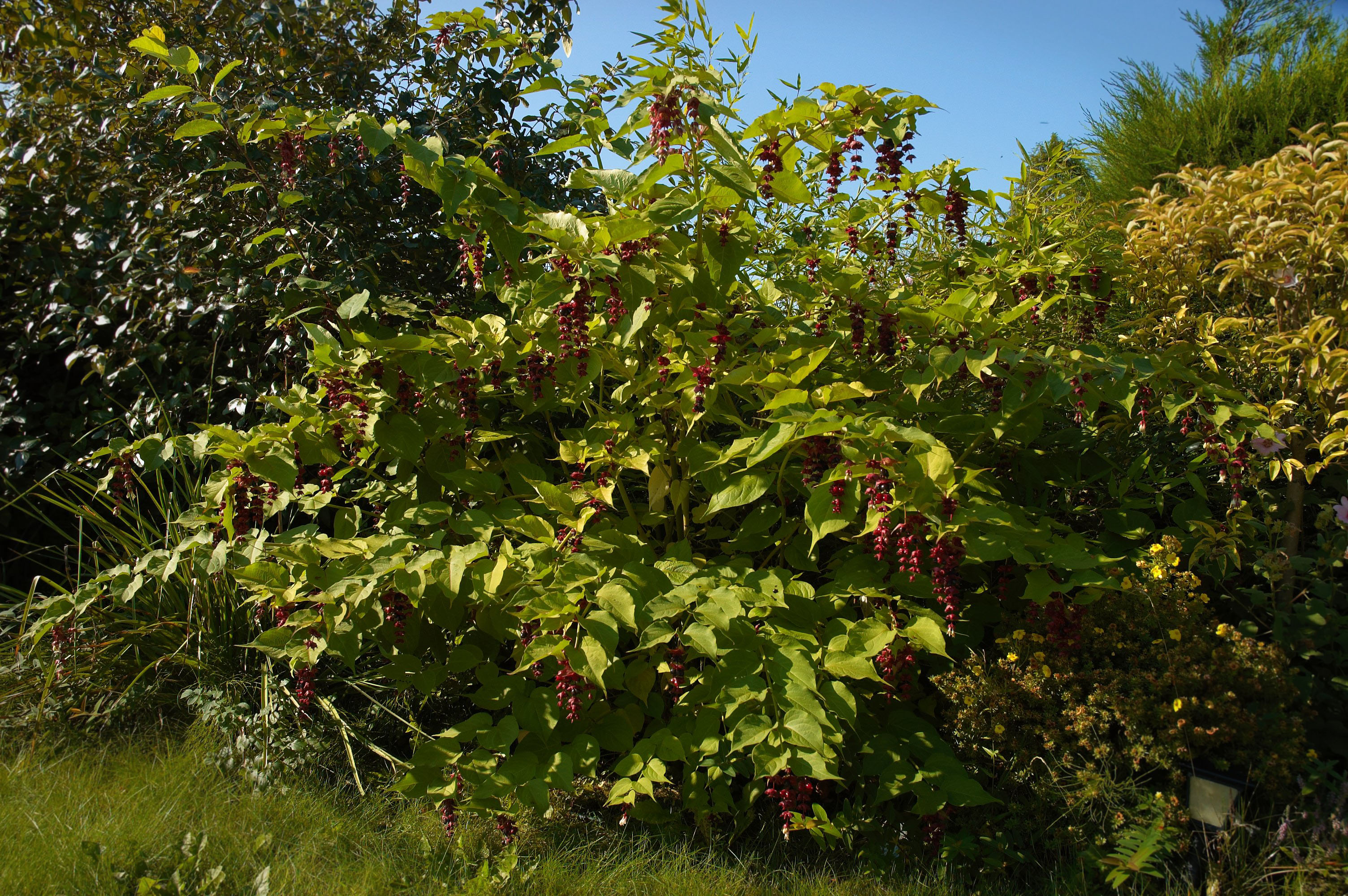
Plante adulte
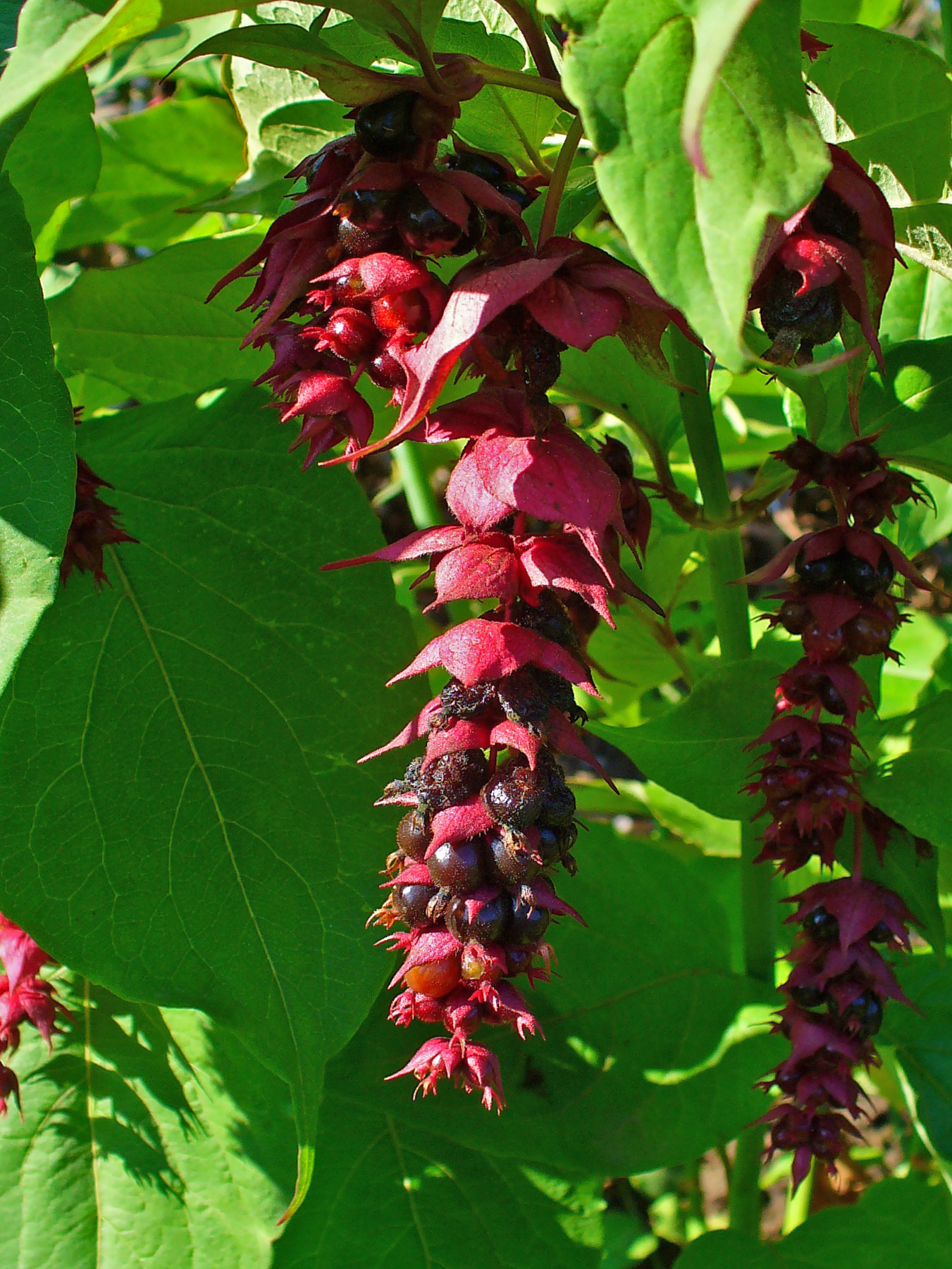
Fleur
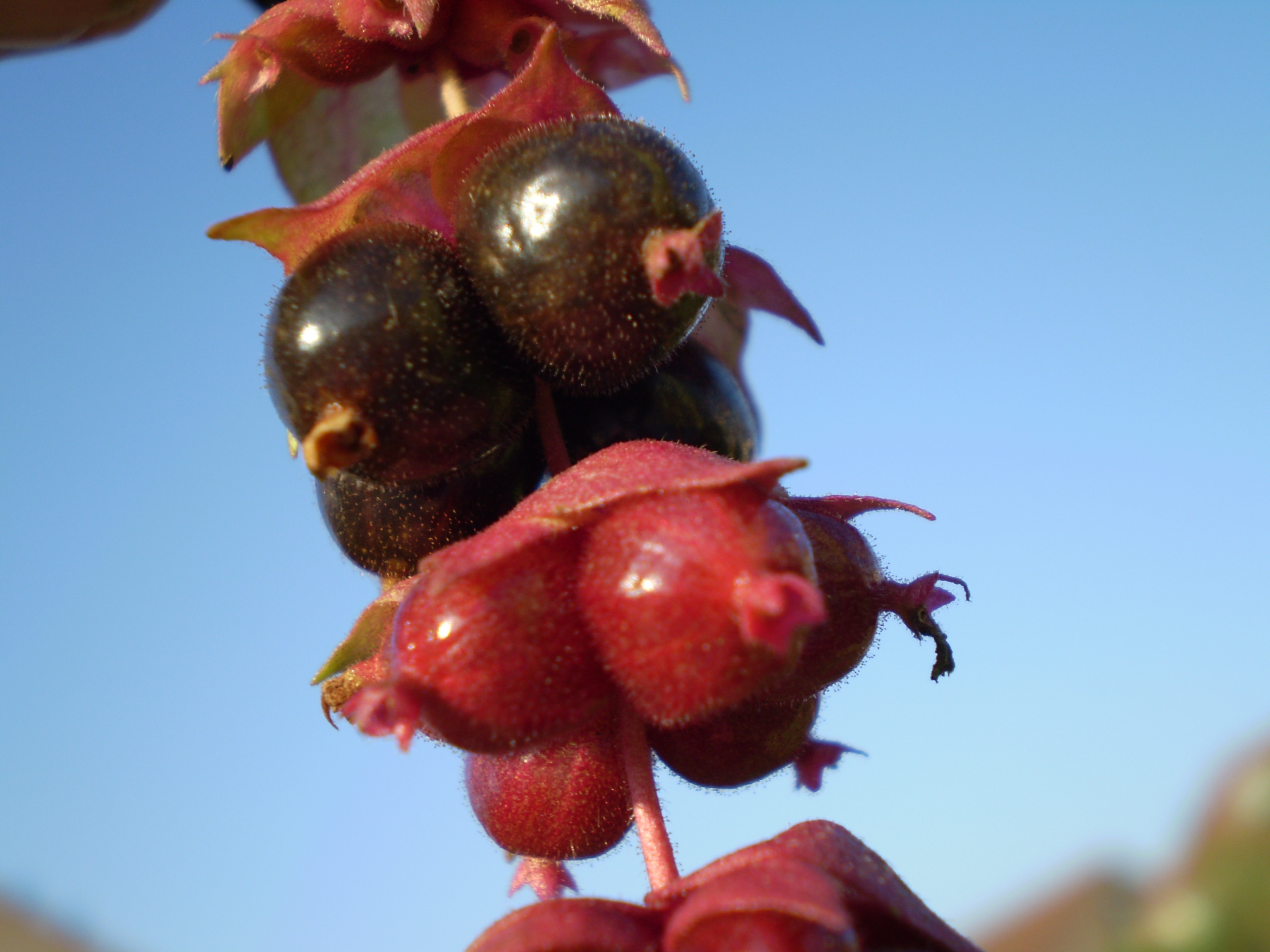
Fruits